# Arachosinella
Arachosinella és un gènere d'aranyes araneomorfes de la subfamilia Erigoninae, dins de la família Linyphiidae.
Fou descrit per primera vegada per J. Denis l'any 1958.
Es pot trobar a l'Est d'Àsia, Àsia Central i la veïna Rússia.

## Llista d'espècies
Segons The World Spider Catalog 12.0:
- Arachosinella oeroegensis Wunderlich, 1995
- Arachosinella strepens Denis, 1958 (E. tipus)